# Heinrich Tischler

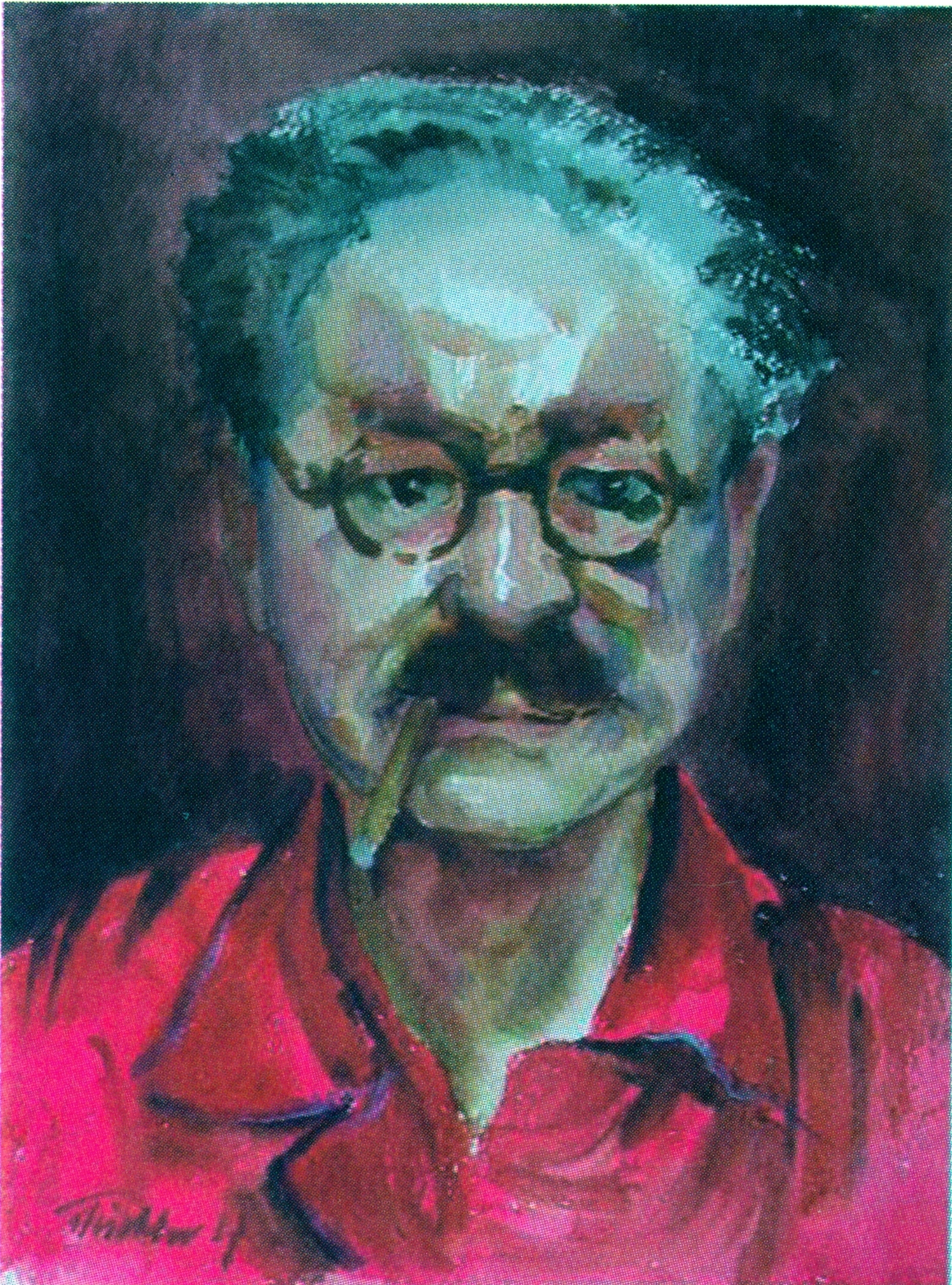
Selbstporträt

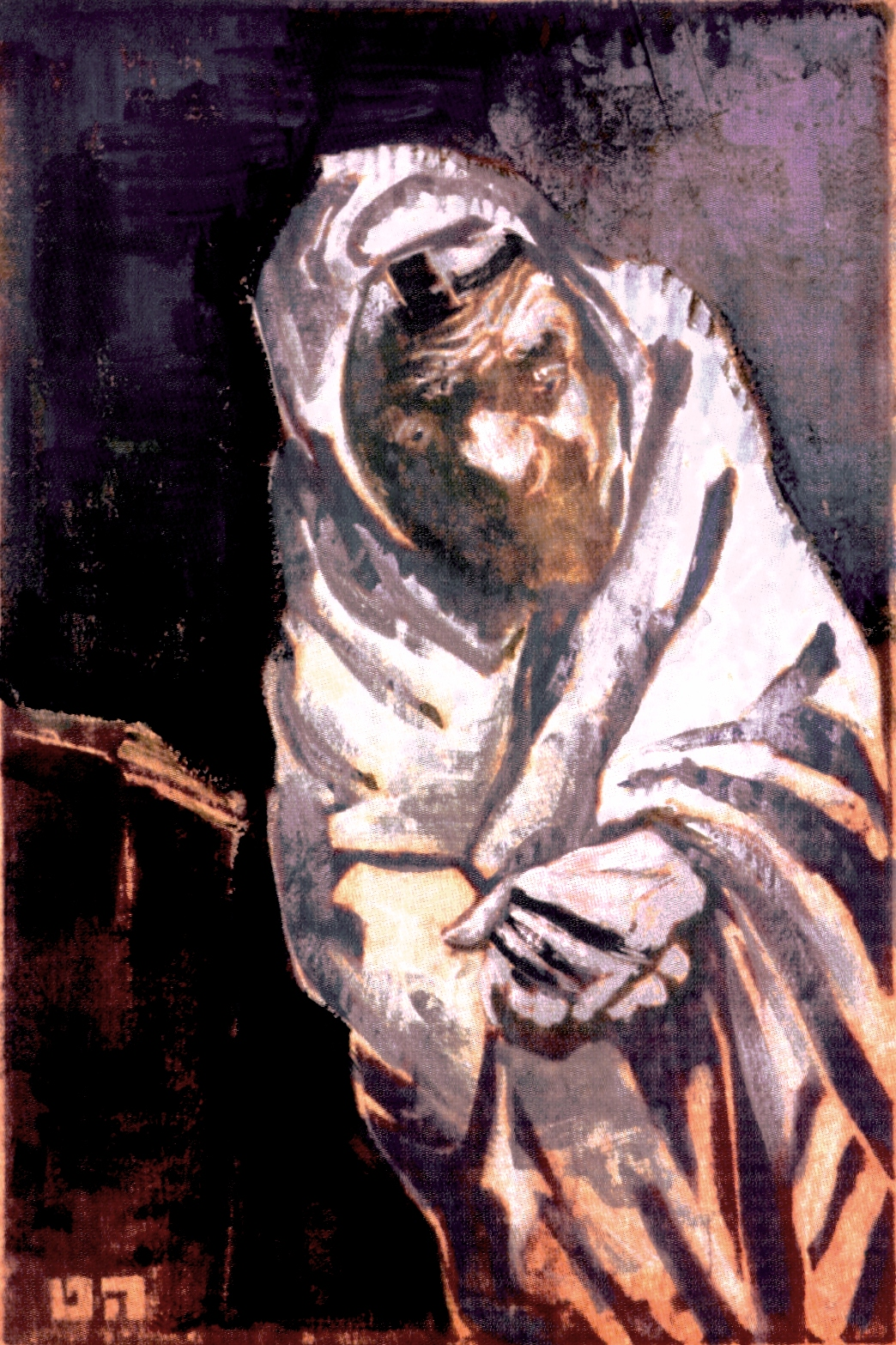
Betender (mit den Initialen HT auf hebr.)

Heinrich Tischler (* 25. Mai 1892 in Cosel, Schlesien; † 16. Dezember 1938 in Breslau) war ein deutscher Maler, Architekt und Grafiker.

## Leben und Wirken
Tischler wuchs ab 1897 in Breslau auf. Nach Abschluss des Gymnasiums machte er eine Tischlerlehre und arbeitete anschließend im Bauhandwerk. Ab 1912 besuchte er die Architektur- und die Malklasse an der Staatlichen Akademie für Kunst und Kunstgewerbe in Breslau. Mit Otto Mueller, der seit 1919 an der Akademie als Professor lehrte, war Tischler befreundet.
Den Ersten Weltkrieg erlebte er als Soldat. Nach dem Krieg arbeitete er als freischaffender Maler und Architekt in Breslau und Umgebung. Unter anderem schuf er von 1927 bis 1928 die Inneneinrichtung des Kaufhauses Petersdorff in Breslau und den Umbau des Geschäftshauses Gurassa in Oppeln. Tischler malte, zeichnete und stellte Radierungen und Lithografien her. Die Hauptthemen seiner Arbeiten waren die trostlosen sozialen Zustände der Nachkriegszeit, wobei er sich der Stilmittel des Expressionismus bediente.
1925 eröffnete er zusammen mit Isidor Aschheim eine Malschule in Breslau. Ab 1930 war Tischler Mitglied im Deutschen Werkbund. 1931 konnte zum letzten Mal seine Arbeiten im Rahmen einer individuellen Ausstellung in Wroclaw zeigen.
Mit der Machtübergabe an die Nationalsozialisten nahm die künstlerische und berufliche Karriere Tischlers ein jähes Ende. 1936 führte er seinen letzten Bauauftrag aus, Danach sicherte er seinen Lebensunterhalt als Zeichenlehrer. Nach Arbeitsverboten, Verhören und anderen Schikanen wurde er 1938 in das KZ Buchenwald eingeliefert. Auf Bemühungen der Familie wurde er einen Monat später freigelassen. Er verstarb jedoch kurz danach infolge von Verletzungen, die er während der Inhaftierung erlitten hatte und der Erschöpfung. Er wurde auf dem Neuen Jüdischen Friedhof in der ul. Lotnicza beigesetzt.
Tischlers Witwe Else, die einige seiner Bilder retten konnte, gelang die Flucht nach Großbritannien. Der Nachlass gelangte in den Besitz des Kasseler Kunstsammlers Hans Peter Reisse, der ihn mit anderen Werken von Künstlern, die zum Umkreis der Breslauer Akademie gehörten, dem Schlesischen Museum in Görlitz verkaufte.

## Rezeption
"Tischler selbst skizzierte auch gerne Physiognomien und Genreszenen. Besonders interessant war für ihn das Leben in den Straßen Wroclaws. In seinen Bildern sehen wir Kutscher, Dienstmädchen, Handwerker, Arbeiter, Hausierer und Einwanderer aus Osteuropa. Der Künstler schuf auf diese Weise ein geheimnisvolles und zugleich charakteristisches Portrait Wroclaws – eines Ortes, an dem sich die Welten des Ostens und des Westens miteinander kreuzten."

## Werke

### Malerei und Grafik
- Vorortstraße in Breslau (ohne Titel), Öl auf Leinwand, um 1920, Schlesisches Museum Görlitz
- Gebete (Mappenwerk mit fünf Lithografien und Deckblatt, erschienen bei Fritz Gurlitt, Berlin), 1920[2]
- Christus und Magdalena, 1920
- Verzweifelte Propheten, Aquarell, 1926, Exil-Sammlung Memoria[3]
- Stillleben mit Selbstbildnis im Spiegel, Gouache, Privatbesitz

### Buchillustrationen
- Jechak Mair Blaustein: Der Ostjude. Ein Spiel vom Leiden. Verlag von M. W. Kaufmann, Leipzig, 1920

## Postume Ausstellung
- 1971: Gütersloh, Zimmergalerie
- 1974: Berlin, Galerie Geitel
- 2016: Wroclaw, Museum der Stadt im Königsschloss ("Die verfolgte Kunst. Heinrich Tischler und sein Umfeld in Wroclaw")[4]